# Johan Sverdrup

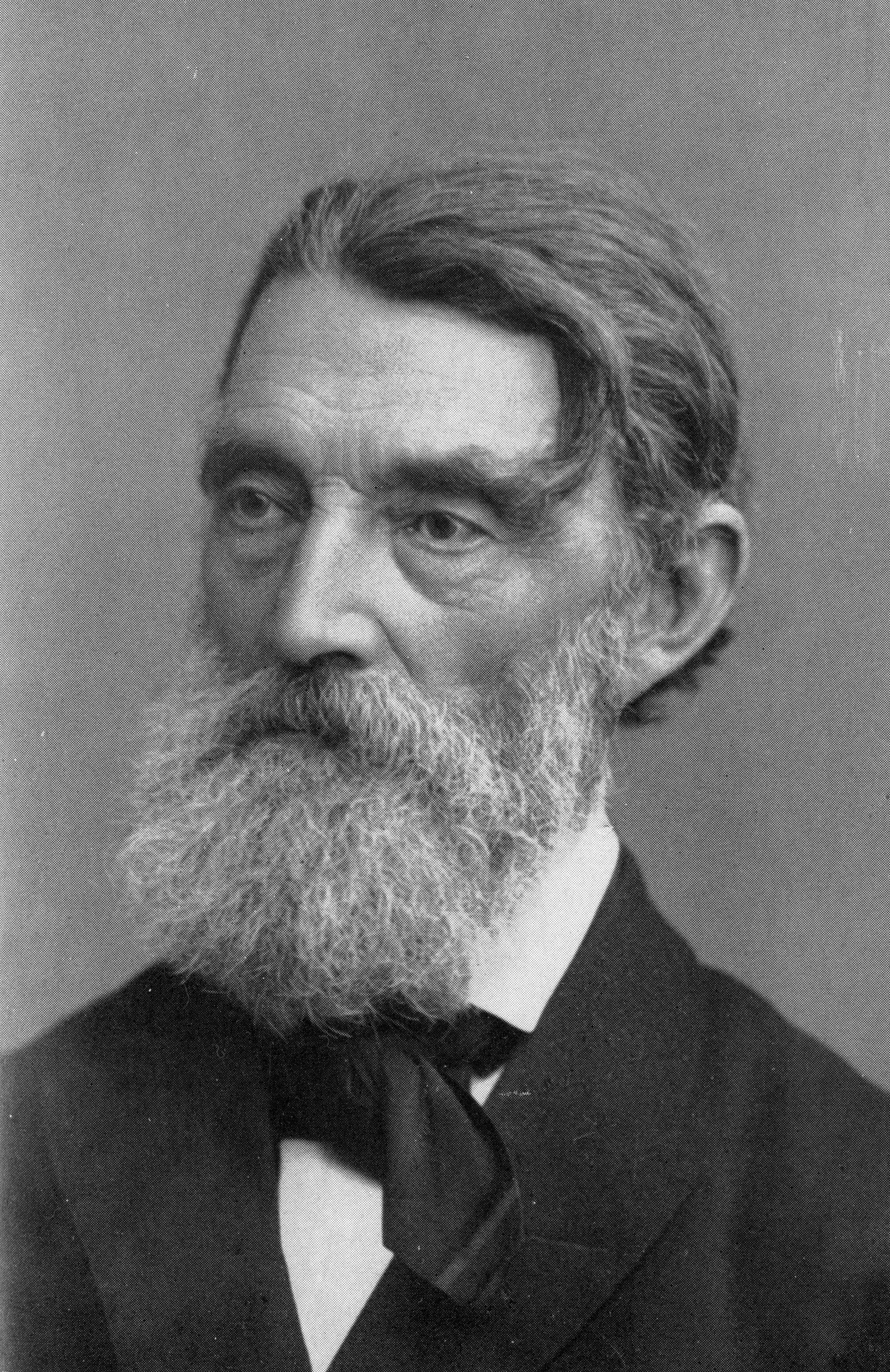
Johan Sverdrup, Photographie von Ludwik Szacinski de Ravics

Johan Sverdrup (* 30. Juli 1816 in Sem bei Tønsberg; † 17. Februar 1892 in Kristiania) war ein norwegischer Jurist und Venstre-Politiker. Er war Ministerpräsident von Norwegen von 1884 bis 1889. Er wird oft als Vater des Parlamentarismus in Norwegen bezeichnet.

## Leben
Sverdrup war ein Sohn des Gutsverwalters Jacob Liv Borch Sverdrup (1775–1841) und ein Neffe des Professors und Politikers Georg Sverdrup. Er studierte Rechtswissenschaft an der Universität Oslo und wurde 1844 Rechtsanwalt in Larvik. Hier war er zuerst kommunalpolitisch engagiert und wurde 1850 in das Storting gewählt, dem er bis 1885 angehörte. Schon in den 1850er Jahren war er gemeinsam mit Ole Gabriel Ueland der Anführer der Opposition, die auf eine Parlamentarisierung drängte. 1859 gründeten beide die Reformforening als Vereinigung der reformorientierten Abgeordneten im Storting. In den 1860er Jahren gewann die Opposition um Sverdrup und den Bauernführer Søren Jaabæk die Mehrheit und setzte durch, dass das Storting jährlich (statt nur alle drei Jahre) tagte.
Diese Stärkung der Demokratie führte aber zu weiteren Konflikten mit dem schwedischen König. Sverdrup war nun als Präsident des Odelstings (von 1862 bis 1869) und des Stortings (von 1871 bis 1880) sowie als Chefredakteur der Zeitschrift Verdens Gang (von 1876 bis 1878) unbestrittener Führer der Opposition. Bei der Stortingswahl 1882 errangen seine Anhänger einen überzeugenden Sieg, und am 28. Januar 1884 gründete sich die Venstre als erste politische Partei Norwegens. Nachdem mehrere Regierungen an den Mehrheitsverhältnissen im Storting gescheitert waren, wurde Sverdrup am 26. Juni 1884 zum Ministerpräsidenten ernannt. Er weigerte sich, auch Vertreter der jüngeren radikalen Richtung in die Regierung aufzunehmen. Bei der Parlamentswahl in Norwegen 1885 erhielt die Venstre 63,4 Prozent der abgegebenen Stimmen. Später spaltete sich die Partei; Sverdrup führte die Moderate Venstre und stützte sich im Parlament auch auf die programmatisch erneuerte Høyre, regierte aber glücklos und musste im Juli 1889 seinen Abschied erklären. Er wurde 1891 noch einmal in das Storting gewählt, war aber schon zu krank, um noch an den Sitzungen teilzunehmen.

## Ehrungen
Sverdrup erhielt 1885 das Großkreuz des Sankt-Olav-Ordens. Nach ihm ist ein Ölfeld im norwegischen Teil der Nordsee benannt.